# Timea alba
Timea alba är en svampdjursart som beskrevs av Patricia R. Bergquist 1968. Timea alba ingår i släktet Timea och familjen Timeidae.
Artens utbredningsområde är havet kring Nya Zeeland. Inga underarter finns listade i Catalogue of Life.